# Luis César Perlinger (hijo)
Luis César Perlinger fue un militar argentino conocido por expulsar al presidente de Argentina Arturo Illia de la Casa de Gobierno durante el golpe de Estado de 1966.

## Biografía
Fue un oficial del Ejército Argentino que alcanzó el rango de coronel. En 1966 participó del golpe de Estado que derrocó al presidente constitucional Arturo Umberto Illia y dio inicio a la dictadura autodenominada «Revolución Argentina». Perlinger personalmente expulsó a Illia de la Casa de Gobierno en la ciudad de Buenos Aires el día 28 de junio de 1966.
Entre 1976 y 1983 estuvo preso bajo la dictadura autodenominada «Proceso de Reorganización Nacional».
Arrepentido de sus acciones, en 1982 escribió una carta a Illia pidiendo perdón.